# Ковтун, Валентина Михайловна
Валенти́на Миха́йловна Ко́втун, по мужу Но́вик (6 апреля 1946, д. Демехи, Речицкий район, Гомельская область — 30 апреля 2011, Пинск; псевдонимы: Леся Беларуска, Ясельда) — белорусская поэтесса, прозаик, литературовед. Кандидат филологических наук. Член СП БССР (с 1975), СП СССР (с 1976). Член СП Украины (с 1997). Председатель Всебелорусского женского фонда святой Евфросинии Полоцкой (с 1993).

## Биография
Родилась в семье учителей. Закончила Молотковичскую среднюю школу. Работала пионервожатой Паршавиской (сейчас Березовичской) средней школы Пинского района. Поступила на филологический факультет Львовского государственного университета, с 4 курса перевелась в БГУ, который окончила в 1969. Работала учительницей языка и литературы Ворнянской средней школы Островецкого района (1969—1970), литконсультантом «Сельской газеты» (1970—1976). В 1977—1980 училась в аспирантуре при Институте искусствоведения, этнографии и фольклора АН БССР. С 1976 — литсотрудник, с 1979 — редактор отдела критики и литературоведения журнала «Полымя», с 1982 — заведующий редакцией литературы для молодых людей издательства «Юнацтва», с 1990 — старший редактор отдела прозы журнала «Полымя», с 2006 — редактор отдела поэзии журнала «Маладосць».

## Творчество
Дебютировала в печати в 1966. Автор сборников белорусской поэзии «Каляровыя вёслы» (1971), «На ўзлёце дня» (стихи и поэма, 1977), «На зломе маланкі» (1981), «Метраном» (1985), «Лісты да цябе» (стихи и поэмы, 1988), романа «Крыж міласэрнасці» (1988), романа-жития «Пакліканыя» (2002, журнал «Полымя»), посвящённого Евфросинии Полоцкой. Одна из важных тем творчества — осмысление личности белорусской поэтессы Тетки (А. Пашкевич), которой посвящены поэмы «На зломе маланкі» (1979), «Суд Алаізы» (1985), роман-дилогия «Крыж міласэрнасці» (1988—1996). Автор книжек поэзии для детей «Мы робім казку» (1983), «Вясёлы заасад» (1986), сборника рассказов «Калінавая гронка залатая» (1988).
Также известная как критик и литературовед. Автор работ «Святло народнага слова: Паэтычны лад беларускай народнай песні» (1984), «Крыніца паэзіі: На шляхах эпізацыі» (1987). Автор статей по вопросам фольклора в современной белорусской поэзии. Переводила с русского, украинского и других языков.

## Премии и награды
Лауреат Литературной премии СП БССР имени А. Кулешова (1986) за книгу поэзии бел. «Метраном».

## Память
- Экспозиция, посвящённая В. М. Ковтун, в библиотеке в д. Демехи (Речицкий район).